# Repúblicas del Pacífico

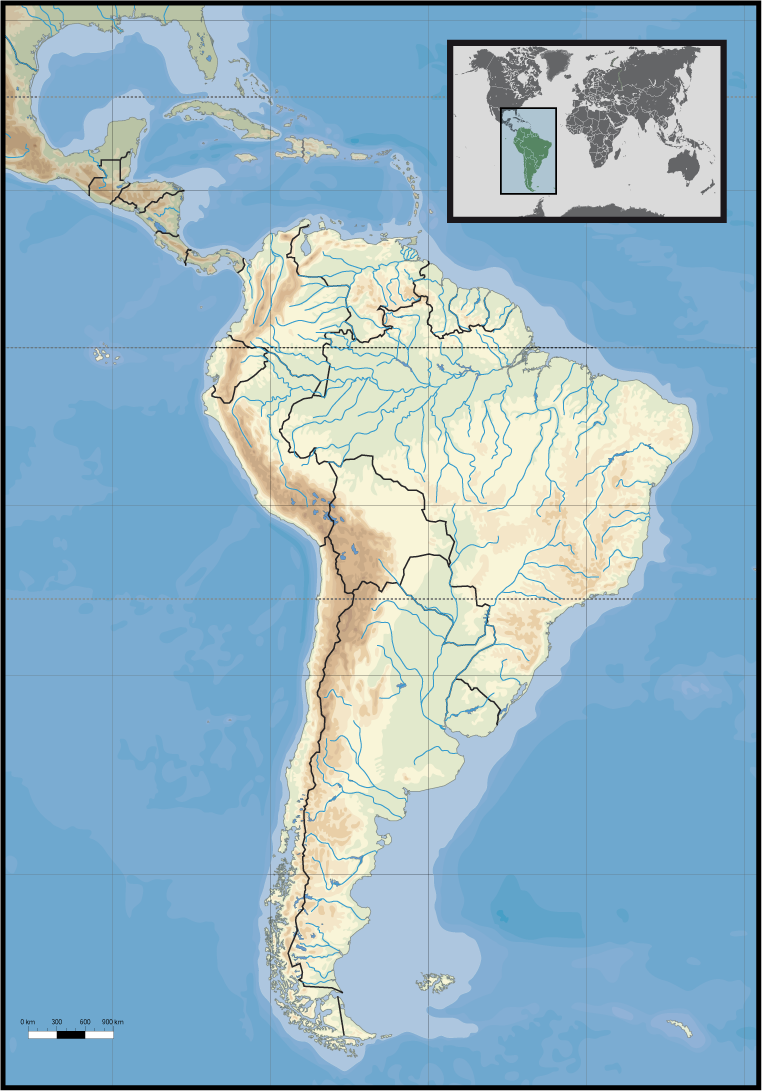
Las Repúblicas del Pacífico, al oeste de América del Sur.

Las Repúblicas del Pacífico es un término geopolítico que se designa al conjunto de países de la costa oeste de América del Sur, todos ellos países de habla castellana y con salida al océano Pacífico. El término se utiliza principalmente para designar a Chile, Perú y en menor medida a Colombia y Ecuador, aunque por su pasado con salida al mar, a veces también se incluye a Bolivia.

## Historia

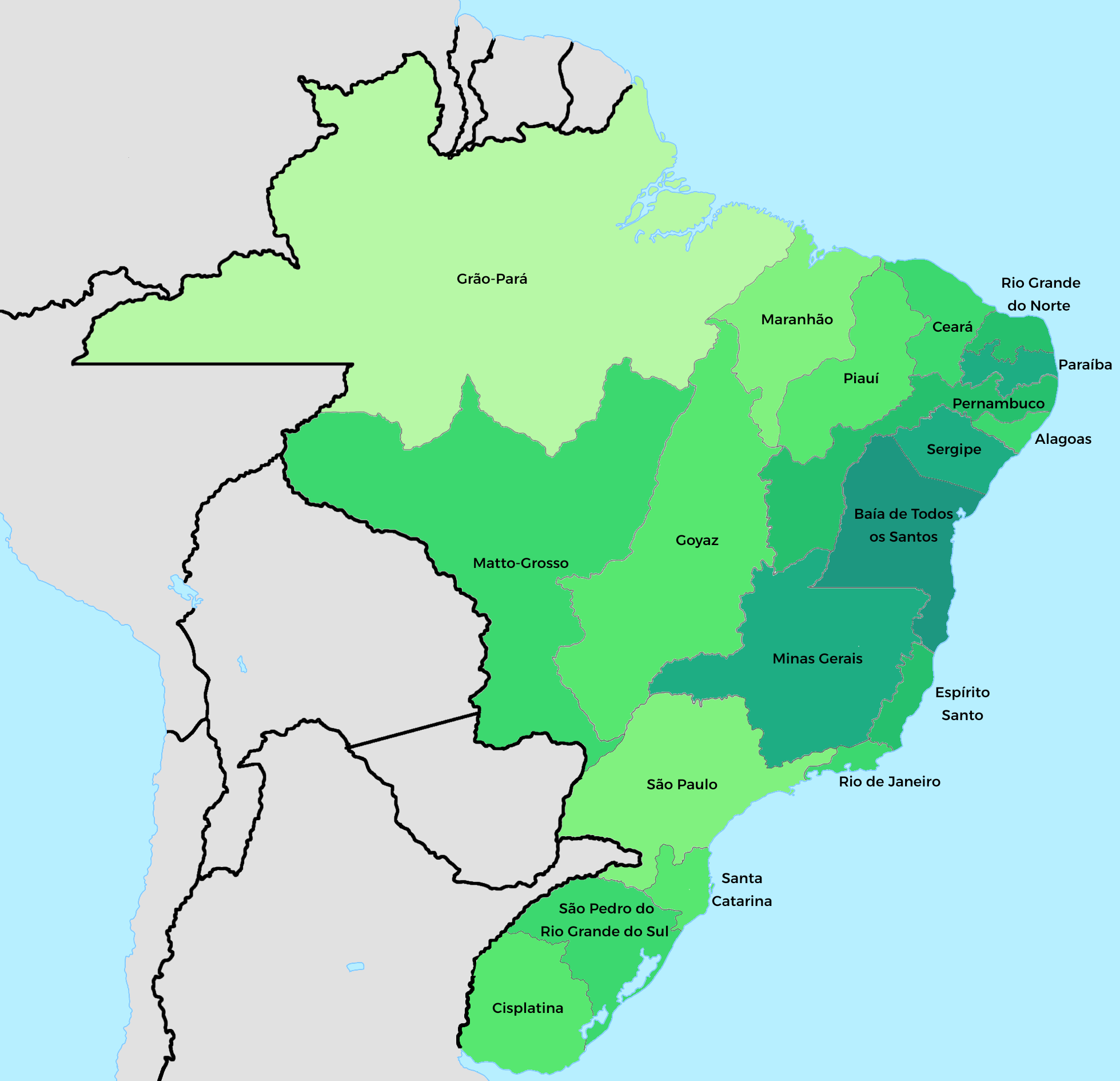
El Imperio del Brasil en 1822, antes de iniciar su expansión hacia el oeste amazónico.

El término es reciente, surgió para agrupar el sitio de los intereses del expansionismo brasileño hacia la amazonía, especialmente en el régimen del Imperio del Brasil (1822-1889) en donde logró su mayor crecimiento territorial, aprovechándose de los conflictos limítrofes colombo-ecuatoriano, colombo-peruano, ecuatoriano-peruano y el peruano-boliviano.
El término también es usado para designar la convergencia de intereses entre Chile y Perú, particularmente en la alianza (donde también se incluyó a Bolivia y Ecuador) contra España en la guerra hispano-sudamericana, y el apoyo diplomático al Paraguay en la guerra de la Triple Alianza.
Durante la Conferencia Americana de 1847-1848 en donde participaron Chile, Bolivia, Perú, Ecuador y la República de la Nueva Granada (actual Colombia), los países también fueron denominados como «Repúblicas del Pacífico».

### Actualidad
En la actualidad todos los países que fueron catalogados como Repúblicas del Pacífico están integradas en entidades regionales como Alianza del Pacífico o Comunidad Andina.